# 2008 UB332
2008 UB332, também escrito como 2008 UB332, é um objeto transnetuniano que está localizado no Cinturão de Kuiper, uma região do Sistema Solar. Este corpo celeste é classificado como um provável plutino, pois, o mesmo está em uma ressonância orbital de 2:3 com o planeta Netuno. Ele possui uma magnitude absoluta de 6,9 e tem um diâmetro estimado com 183 km.

## Descoberta
2008 UB332 foi descoberto no dia 26 de outubro de 2008 pelo astrônomo L. H. Wasserman.

## Órbita
A órbita de 2008 UB332 tem uma excentricidade de 0,243 e possui um semieixo maior de 39,500 UA. O seu periélio leva o mesmo a uma distância de 29,890 UA em relação ao Sol e seu afélio a 49,110 UA.